# Kapitan Dimitrievo
Kapitan Dimitrievo (bulgariska: Капитан Димитриево) är ett distrikt i Bulgarien.   Det ligger i kommunen Obsjtina Pesjtera och regionen Pazardzjik, i den centrala delen av landet, 110 km sydost om huvudstaden Sofia.
Trakten runt Kapitan Dimitrievo består till största delen av jordbruksmark. Runt Kapitan Dimitrievo är det ganska tätbefolkat, med 67 invånare per kvadratkilometer.